# Glennville (Minnesota)
Pour les articles homonymes, voir Glennville.
La ville américaine de Glennville est située dans le comté de Freeborn, dans l’État du Minnesota. Lors du recensement de 2010, sa population s’élevait à 643 habitants.

## Source
- (en) Cet article est partiellement ou en totalité issu de l’article de Wikipédia en anglais intitulé « Glennville, Minnesota » (voir la liste des auteurs).